# Kecskebéka

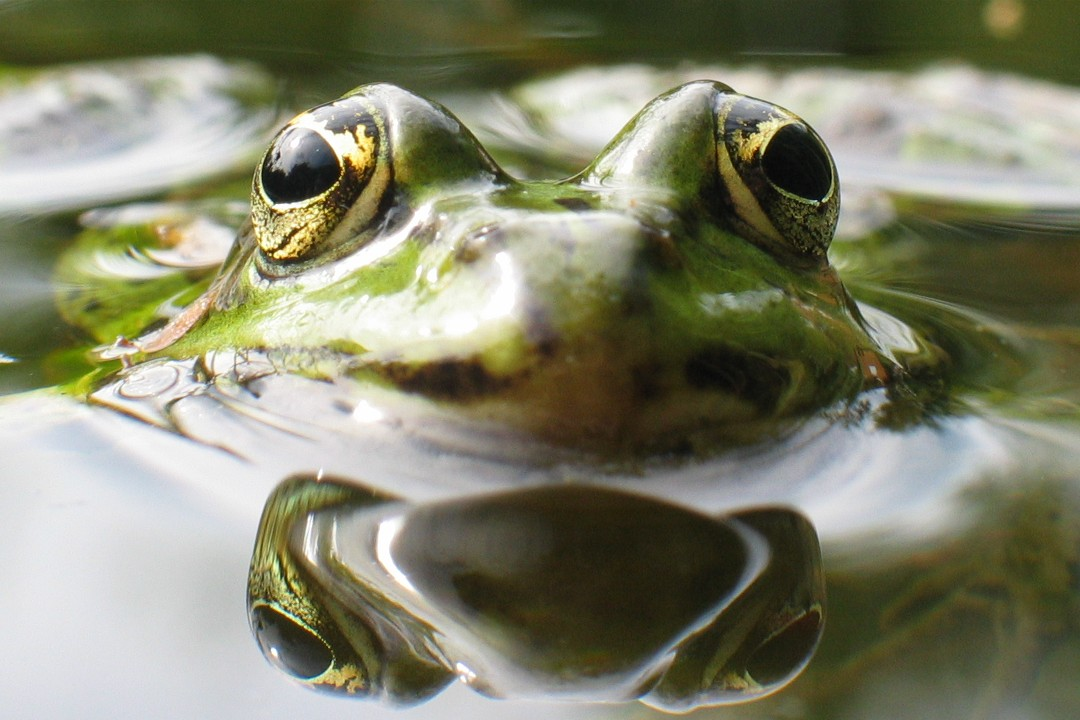

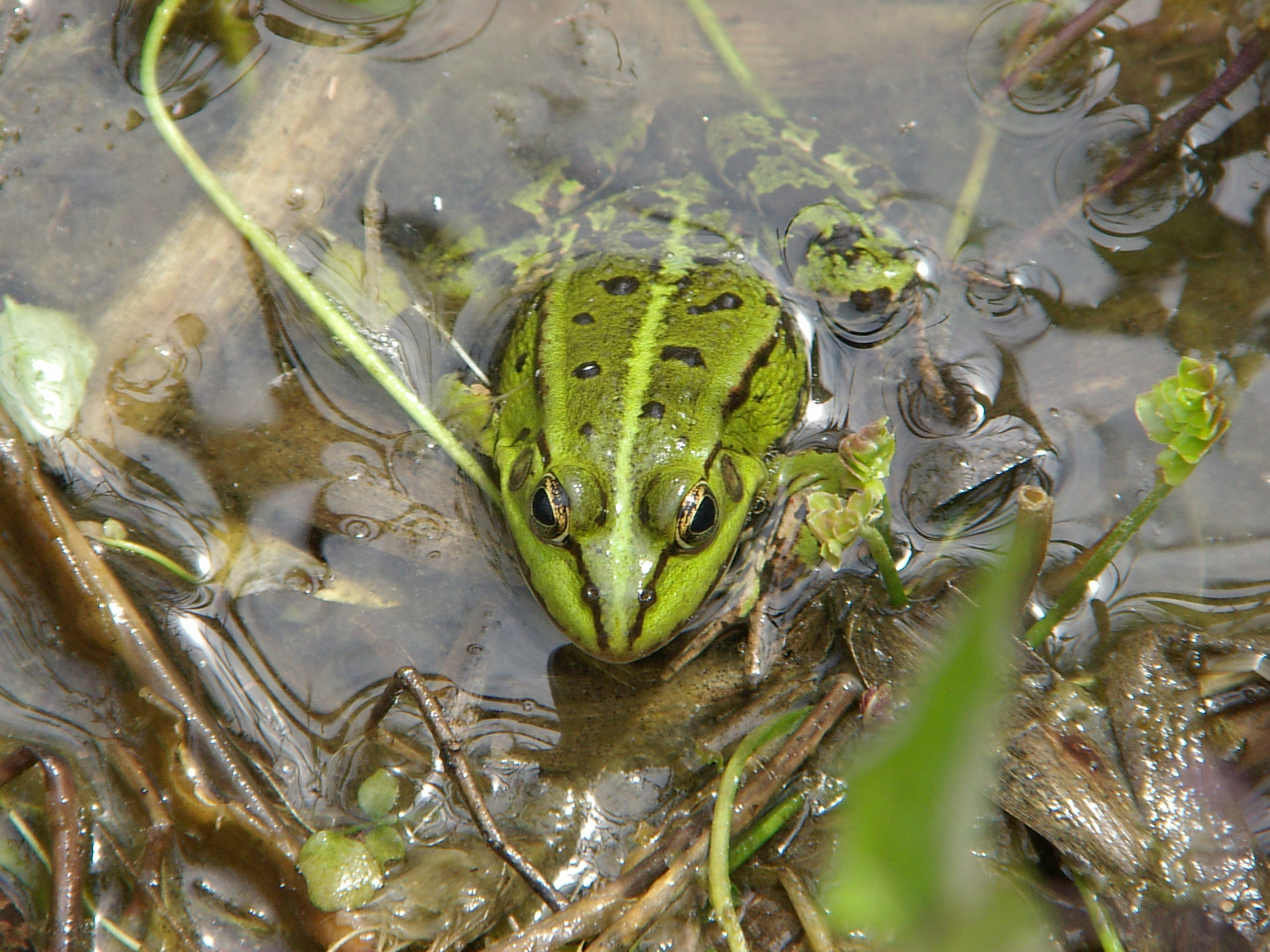
A kecskebéka mindig vízközelben marad

A kecskebéka (Pelophylax kl. esculenta) egy rendkívül elterjedt kétéltű, amely – mint az utóbbi évek DNS-vizsgálatai kiderítették – valójában nem önálló faj, hanem a tavi béka (Pelophylax ridibundus) és a kis tavibéka (Pelophylax lessonae) természetes hibridje, így fennmaradása mindkét faj jelenlétét igényli. A tavasz e kétéltűeknél is a szaporodás évszaka, a párzáshoz és az utódok kifejlődéséhez, átalakulásához feltétlenül vízre van szükségük. A tó ilyenkor mágnesként vonzza őket, jelenlétükről az éjszakai kóruson kívül a növények közé tekert petefüzérek is árulkodnak. Genusz- és fajneve közt gyakran olvasható a görög klepton (tolvaj) szóra utaló ’kl.’ rövidítés, mivel a két különböző fajhoz tartozó szülőjétől kapott kromoszómákkal rendelkezik.

## Előfordulása
A kecskebéka-fajkomplexum Közép-Európa és az Appennini-félsziget lakója, ahol a kis tavi béka és a tavi béka egyaránt előfordul a sík- és dombvidékek álló- és folyóvizeiben. Az esti órákban messzire hallani a tavi és kecskebékák hangját.
Magyarországon is leírták önfenntartó triploid állományait, amelyek egyedeinek kromoszómakészletében a nagy tavibékától származó kromoszóma-sorozat mellett két másik, kis tavibékától származó kromoszóma-sorozat is jelen van.

## Megjelenés
A kecskebéka mind a tavi, mind a kis tavi békák jellegzetességeivel rendelkezik, és rendkívül nagy változatosságot mutat színezetét és mintázatát tekintve. A legújabb kutatások szerint a különféle kromoszóma-mutációk miatt a fajkomplex tagjait morfológiai bélyegek alapján nem lehet elkülöníteni. Hasa általában szürkés, háta gyakran zöld alapon fekete foltos, bőre kevéssé rücskös. Hátsó, citromsárga foltos ugrólábai rendkívül hosszúak és erősek, akár a 10 centiméteres hosszúságot is elérhetik.
A faj egyedei méretükben és színezetükben is a szülőfajok jellemzőinek átmeneti formáit mutatják. Testhosszuk általában 10 cm alatt marad. Magyarországon sokáig a fajcsoport legkisebb tagját a kis tavibéka (Pelophylax lessonae) egyedeit is kecskebékának tekintették.
A különbségtétel inkább egyéb külső jegyek (így a test/lábszár, vagy a hátsó lábon az első ujj/sarokgumó arányai) alapján történik. A kecskebéka 6-12 centiméteres nagyságú, sarokgumója közepes méretű. A hímek szájzugában két külső hanghólyag van.
A tisztán esculentus-okból álló állományok ritkák, csakúgy, mint a kizárólag egyik vagy másik szülő fajból állók.

## Életmódja

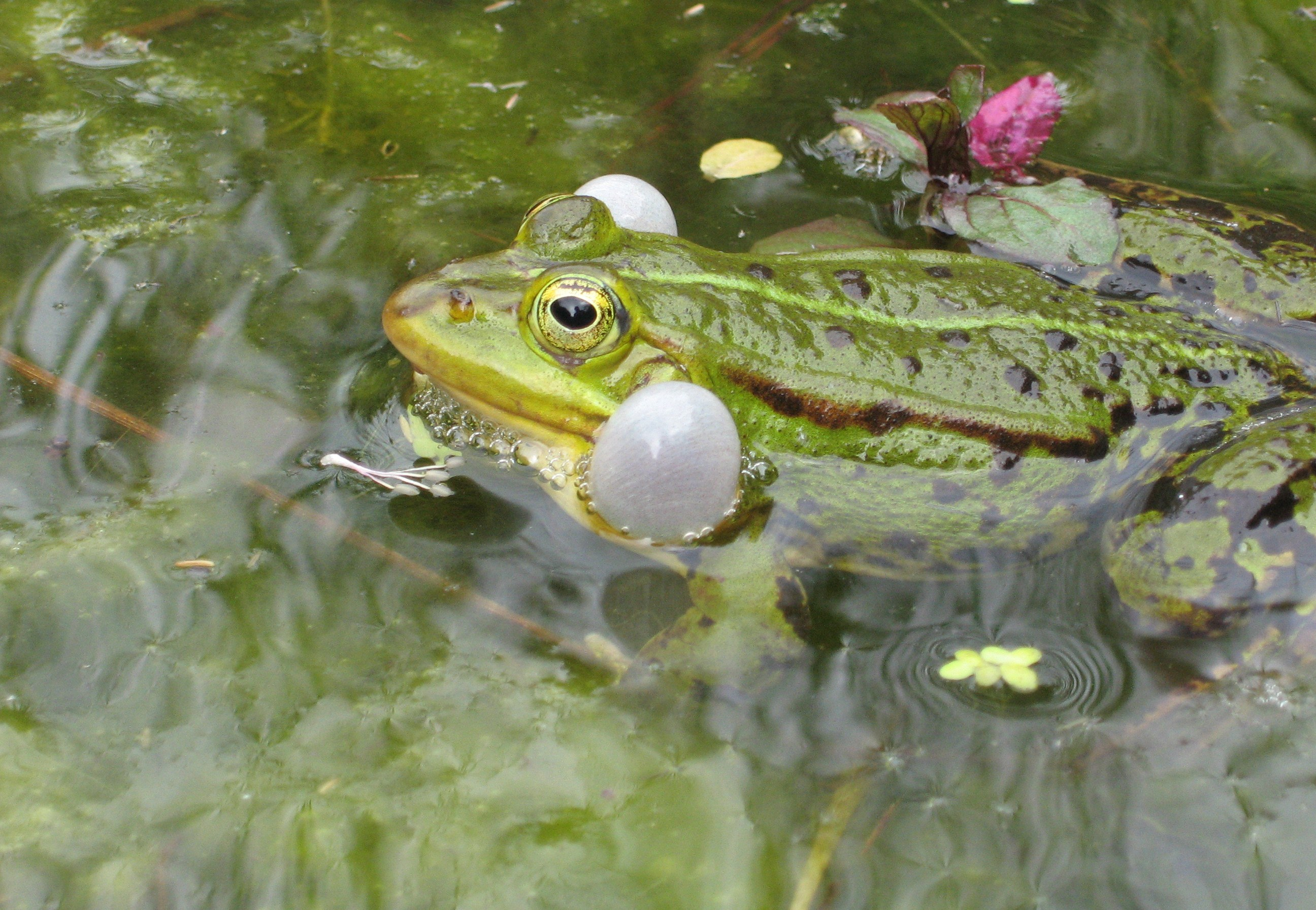
kecskebéka brekegés közben

Élőhelyválasztásában és telelési helyében is a szülőfajok köztes tulajdonságait mutatja. Szinte bármilyen élőhelyen és víztérben előfordulhat.
A faj leginkább a tavi békák életvitelét folytatja, mivel ritkán merészkedik távol a víztől, és veszély esetén is azonnal ott keres menedéket. A szárazföldön akár 1 méteres ugrásokkal közlekedik. Mint rokonai, a kecskebéka is ragadozó, hosszú nyelvével ragadja meg különféle ízeltlábúak, elsősorban repülő rovarok közül kikerülő áldozatát. A legutolsó békák közé tartozik, amelyeket ősszel még meg lehet találni a vizekben. A kecskebéka áprilistól október elejéig aktív.
Telente a hideg miatt kénytelen vermelni. Sarokgumója lehetővé teszi, hogy a talajba ássa be magát, de gyakrabban választja téli álma helyszínéül vizes élőhelye iszapját. Szívesen elfoglalja a kerti tavakat. Téli tanyájukból előbb a fiatal állatok bújnak elő, néha, különösen kedvező időben, már április elején. Olyan rohamosan és tömegesen szaporodik, hogy ahol csak egyetlen pár is megtelepszik, ott csakhamar hemzsegnek az utódok. Meleg nyári napokon sorban kiülnek a vízpartra. Mivel éjjeli állatok, énekük rendesen csak estefelé kezdődik, azonban egész éjjel hallható. A kecskebéka élőhely iránti igénye meglehetősen tág határok között változik. Kedveli a gyorsan felmelegedő csatornákat, kisebb-nagyobb tavakat, halastavakat, időszakos vízállásokat, kiöntéseket stb. Előnyben részesíti az úszóhínárral erősen benőtt vizeket. Nem ritka azonban nedves, víz közeli erdőkben sem.

## Szaporodása

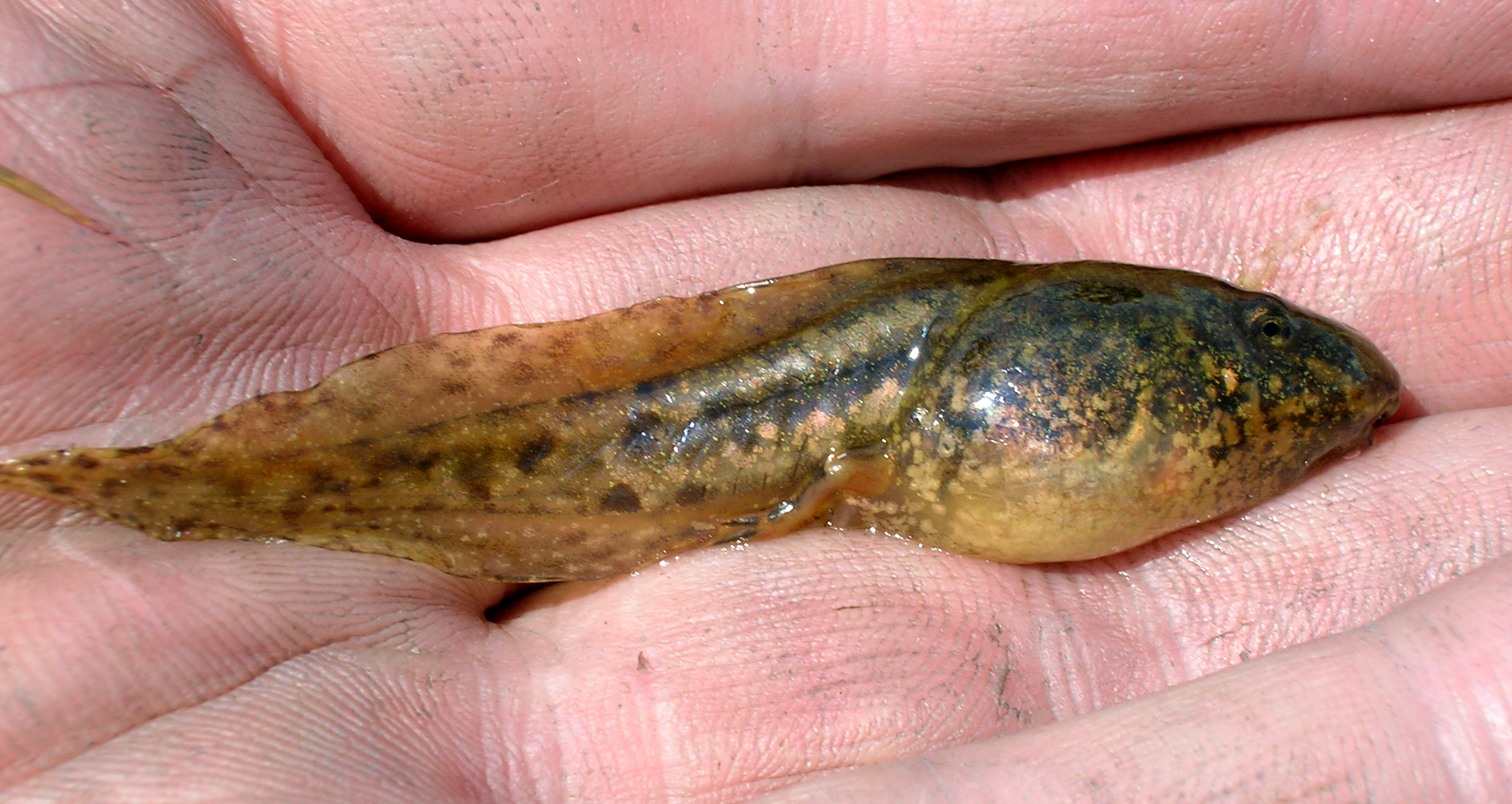
Ebihal

Petével szaporodik. Szaporodási időszak április közepétől augusztus végéig tart. A hímek jó időben sokat brekegnek. Tavasszal a kecskebékák viszonylag későn, csak áprilisban jelennek meg, és a melegebb napok beköszöntével, májusban, júniusban párzanak. Ilyenkor különösen szürkület táján és éjszaka harsog a vízkörnyék a hímek hangos kuruttyolásától. Páros hanghólyagjaikat felfújva lebegnek a felszínen, és ha valamelyikük megszólal, a többi is nyomban rákezdi. De a legelső gyanús jelre éppen ilyen hirtelen el is hallgatnak, mintha csak késsel vágták volna el a brekegő kórust. A nőstény több ezer petéjét nagy, kocsonyás csomókban rakja le vízi növényekre.
Genusz- és fajneve közt gyakran olvashatjuk a görög klepton (tolvaj) szóra utaló ’kl.’ rövidítést, ami annyit jelent, hogy a két különböző fajhoz tartozó szülő szaporodása során géneket „lop” tőlük. A szaporodás során a hibrid utódok szintén szaporodóképesek. A hibrid kecskebéka tehát a két különböző fajhoz tartozó szülőjétől kapott kromoszómákkal rendelkezik. Amikor azonban ő maga ivarsejteket képez, a kromoszómái nem kereszteződnek át, így a szülői gének keveredése nem történik meg, hanem e helyett egy sajátos mechanizmus következtében csak az egyik jelenik meg az ivarsejtben. Tehát vagy csak nagy vagy kis tavibéka ivarsejteket termel, ami újra könnyen visszakereszteződik bármelyik szülőfajjal, és ezzel újabb hibridek „előállítása” válik lehetővé.
Az átalakulása szeptember közepén, október elején történik meg. A nyári és kora őszi időszakban főleg a fiatalabb, az előző évben kelt állatok messzire is elugrálnak a víztől, és a rét füvében vadásznak sáskákra és lószúnyogra. A felnőtt állatok és a frissen átalakult fiatalok is a vízben maradnak. Nappali aktivitású állatok, a parton vagy a víz színén vízinövényeken ücsörögnek és lesik a zsákmányt. Téli álomra októberben vonul, ilyenkor a mélyebb vizek iszapjába fúrja be magát.

## Természetvédelmi helyzete
Nagy példányszáma garantálni látszik fennmaradását, bár a vizes élőhelyek eltűnése, a vízszennyezés és a rovarirtó szerek potenciális veszélyforrást jelentenek. A kecskebéka számos állatkísérlet alanya, és ez a faj szolgál az egyes országokban kedvelt békacomb forrásául. Magyarországon – mint minden kétéltű és hüllő – védettséget élvez, természetvédelmi értéke 10 000 Ft.